# Daboecia cantabrica
Daboecia cantabrica (ook wel bekend als Ierse heide, Ierse dopheide en kruipheide) is een dwergstruik uit de heidefamilie (Ericaceae), die te vinden is in gebergtes langs Atlantische kusten in Europa.
De plant is nauw verwant aan en lijkt veel op gewone dophei (Erica tetralix). 

## Naamgeving en etymologie
De botanische naam Daboecia is afgeleid van de Ierse heilige St. Dabeoc. De soortaanduiding cantabrica is afgeleid van het Cantabrisch Gebergte.

## Kenmerken
Daboecia cantabrica is een tot 50 cm hoge, groenblijvende dwergstruik. De liggende of halfopgerichte bloemstengels zijn aanvankelijk groen en behaard, later verhouten ze. De blaadjes zijn tegenoverstaand, tot 1 cm lang, ovaal tot lancetvormig van vorm, gaafrandig, leerachtig, donkergroen aan de bovenzijde en viltig wit behaard aan de onderzijde. 
De bloemen hangen met een tiental bij elkaar in een lange, eindstandige bloemtros. De kelk is diep ingesneden, bezet met klierharen, met vier driehoekige tot lancetvormig tanden. De kroon is violet, zelden wit, viertallig, tot 15 mm lang, met vier breed ovale kroonbladen, spaarzaam voorzien van klierharen en uitlopend in korte, teruggeslagen lobjes. De bloem draagt acht lange, donker paarse meeldraden en een draadvormige stamper. De vruchten zijn eivormige, behaarde rechtopstaande capsules die langs de naden openbarsten (dehiscentie) en ontelbaar kleine zaden bevatten.
De plant bloeit in juli tot september.

## Habitat en verspreiding
Daboecia cantabrica komt vooral voor op droge tot vochtige, zure, zandige bodems, zoals droge of natte heide en veenmoerassen, voornamelijk in laag- en middelgebergtes. 
De plant is wijd verspreid over de Europese Atlantische kusten, zoals in de bergen in het westen van Ierland (County Galway), de westelijke Pyreneeën in Frankrijk, het Cantabrisch Gebergte in het noorden van Spanje en in Portugal. Plaatselijk kan hij heel abundant zijn.

## Verwante en gelijkende soorten
Daboecia cantabrica kan verward worden met verschillende dophei-soorten, maar kan daarvan onderscheiden worden door de bladeren, die niet in kransen maar per twee staan.